# Stefano Pergher
Stefano Pergher (5 ottobre 1974) è un ex sciatore alpino italiano.

## Biografia
Pergher, originario di Bressanone e fratello di Roberta, a sua volta sciatrice alpina, esordì in Coppa Europa il 12 gennaio 1995 a Champoluc in slalom speciale (41º) e in Coppa del Mondo il 22 dicembre 1999 a Saalbach-Hinterglemm in slalom gigante, senza completare quella che sarebbe rimasta la sua unica gara nel massimo circuito internazionale. In Coppa Europa ottenne il miglior piazzamento il 9 gennaio 2000 a Kranjska Gora in slalom gigante (6º) e prese per l'ultima volta il via il 15 febbraio 2001 a Ravascletto nella medesima specialità (44º); si ritirò al termine della stagione 2003-2004 e la sua ultima gara fu uno slalom speciale FIS disputato il 1º aprile all'Alpe di Pampeago. Non prese parte a rassegne olimpiche o iridate.

## Palmarès

### Coppa Europa
- Miglior piazzamento in classifica generale: 56º nel 2000

### Campionati italiani
- 1 medaglia:
  - 1 argento (slalom gigante nel 2000)